# Aarhus Syd Motorvejen
Aarhus Syd Motorvejen er en motorvej i Jylland fra Hørning – Viby J.
Motorvejen var indtil 1994 en del af europavej E45, men er nu en sekundærrute med rutenummer 501. 

## Forbindelse til Østjyske Motorvej
Aarhus Syd Motorvejen er forbundet med Østjyske Motorvej i Motorvejskryds Aarhus Syd. Nordgående trafik fra Østjyske Motorvej kan via motorvejskrydset fortsætte mod Aarhus ad Aarhus Syd Motorvejen lige som sydgående trafik fra Aarhus via motorvejskrydet kan fortsætte mod syd ad Østjyske Motorvej. Derimod er der ikke forbindelse i motorvejskrydset for sydgående trafik på Østjyske Motorvej og Aarhus Syd Motorvejen. Denne trafik kan i stedet køre via Genvejen, som er en landevej, der er bygget syd om Ormslev for at skabe forbindelse mellem de to motorveje. Der er adgang til Genvejen via frakørsel nummer 2 på Aarhus Syd Motorvejen og frakørsel nummer 49 på Østjyske Motorvej.
Der er også forbindelse mellem de to motorveje længere mod syd via Torshøjvej.

## Trafikken til Aarhus Havn
Motorvejen er en stor indfaldsvej til Aarhus og tager meget af lastbil- og personbiltrafikken til Aarhus Havn og Aarhus C. Fra motorvejens slutning i Viby J er der forbindelse til Aarhus Havn via enten
- Åhavevej og Marselis Boulevard (begge 4-sporede)
- Viby Ringvej, Skanderborgvej og Marselis Boulevard (alle 4-sporede)

Aarhus Byråd vedtog i september 2004 "...at tage initiativ til at tilvejebringe det nødvendige plangrundlag for etablering af en tunnel under Marselis Boulevard og ændring af Åhavevej til 4-sporet vej."  I marts 2008 udtalte Aarhus' borgmester Nicolai Wammen, at tunnelen skal stå klar til indvielse i 2015.
En del af trafikken til Aarhus Havn vil komme fra Logistikparken Aarhus, som er et transportcenter vest for Aarhus tæt ved Motorvejskryds Aarhus Vest. Det er meningen, at lastbiltrafikken fra transportcenteret til Aarhus Havn skal køre syd ad Østjyske Motorvej og derfra via Genvejen til Aarhus Syd Motorvejen. Men det frygtes, at en del af trafikken vil benytte Silkeborgvej.

## Historie
| Motorvejsetaper | Motorvejsetaper          | Motorvejsetaper | Motorvejsetaper | Motorvejsetaper | Motorvejsetaper | Motorvejsetaper | Motorvejsetaper                                                                                     |
| Fra             | Frakørsel                | Til             | Frakørsel       | Baner           | KM              | Åbningsår       | Bemærkninger                                                                                        |
| --------------- | ------------------------ | --------------- | --------------- | --------------- | --------------- | --------------- | --------------------------------------------------------------------------------------------------- |
| Hørning         | Motorvejskryds Arhus Syd | Viby J.         |                 | 4               | 23,0            | 1977            | Blev fra starten bygget som tosporet for at spare penge, men endte alligevel som 4-sporet motorvej. |